# Bahami
Bahami, uradno Skupnost Bahamov, so arhipelaška in otoška država znotraj arhipelaga Lucayan v Atlantskem oceanu. Zasedajo 97 odstotkov kopenske površine arhipelaga in 88 odstotkov njegovega prebivalstva. Obsegajo več kot 3000 otokov, otočkov in grebenov v Atlantskem oceanu, ki se nahajajo severno od Kube in severozahodno od otoka Hispaniola (razdeljen med Dominikansko republiko in Haitijem) ter otokov Turks in Caicos, jugovzhodno od ameriške zvezne države Florida in vzhodno od Florida Keys. Glavno in največje mesto je Nassau na otoku New Providence. Kraljeve bahamske obrambne sile opisujejo ozemlje Bahamov kot 470.000 km² (180.000 kvadratnih milj) oceanskega prostora.
Bahamske otoke so stoletja naseljevali Aravaki in Lucajani, veja aravakansko govorečega ljudstva Taíno. Krištof Kolumb je bil prvi Evropejec, ki je videl otoke, in je leta 1492 prvič pristal na kopnem "Novega sveta", ko je pristal na otoku San Salvador. Kasneje je Kraljevina Španija domače Lucajane poslala na Hispaniolo in jih tam zasužnjila, nakar so bili Bahamski otoki od leta 1513 do 1648 večinoma zapuščeni, saj so bili skoraj vsi domači Bahamci prisilno odpeljani v suženjstvo ali pa so umrli zaradi evropskih bolezni. Leta 1649 so se na otoku Eleuthera naselili angleški kolonisti z Bermudov, znani kot Eleutheranski pustolovci.
Bahami so leta 1718 postali kronska kolonija Kraljevine Velike Britanije, ko so Britanci zatrli piratstvo. Po ameriški revolucionarni vojni je krona na Bahame preselila na tisoče ameriških lojalistov; s seboj so vzeli sužnje in na posestvih ustanovili plantaže. Afriški sužnji in njihovi potomci so od tega obdobja naprej predstavljali večino prebivalstva. Britanci so trgovino s sužnji odpravili leta 1807. Čeprav je bilo suženjstvo na Bahamih odpravljeno šele leta 1834, so Bahami leta 1818 postali zatočišče za afriške sužnje, ki so prihajali izven Britanskih Zahodnih Indij, z nezakonitih suženjskih ladij, je na otoke preselila kraljeva mornarica, medtem ko so nekateri severnoameriški sužnji in Seminoli pobegnili na Bahame s Floride. Bahamci so bili celo znani po tem, da so priznavali svobodo sužnjev, ki so jih prevažale ladje drugih narodov, ki so dosegle Bahame. Danes temnopolti Bahamci predstavljajo 90 odstotkov 400.516 prebivalcev. 
Država je leta 1973 postala neodvisno kraljestvo Commonwealtha, ločeno od Združenega kraljestva, pod vodstvom prvega predsednika vlade sira Lyndena Pindlinga. Za monarha ohranja Karla III.; imenovani predstavnik krone je generalni guverner Bahamov. Bahami imajo štirinajsti največji bruto domači proizvod na prebivalca v Ameriki. Njihovo gospodarstvo temelji na turizmu in offshore financah. Čeprav ležijo Bahami v arhipelagu Lucayan in ne ob Karibskem morju, še vedno veljajo za del širše karibske regije. Bahami so polnopravni člani Karibske skupnosti (CARICOM), vendar niso del enotnega trga in gospodarstva CARICOM. 
Ime Bahami izhaja iz lukajskega imena Bahama ('velik zgornji srednji otok'), ki ga staroselci Taíno uporabljajo za otok Veliki Bahama. Turistični vodniki pogosto navajajo, da ime izvira iz španske besede baja mar ('plitvo morje'). Wolfgang Ahrens z Univerze v Yorku trdi, da gre za ljudsko etimologijo. Lahko pa Bahama izhaja iz imena Guanahaní , lokalnega imena z nejasnim pomenom. 
Ime Bahama, ki je prvič potrjeno na zemljevidu Torina iz leta 1523, se je prvotno nanašalo samo na Veliki Bahama, vendar se je do leta 1670 začelo uporabljati vključujoče v angleščini.  Toponimist Isaac Taylor trdi, da ime izvira iz imena Bimani ( Bimini ), ki so ga Španci na Haitiju enačili s Palombejem, legendarnim krajem, kjer je v delu Potovanja Johna Mandevilla zapisano, da je tam izvir mladosti. 